# Dammartin-sur-Tigeaux
Dammartin-sur-Tigeaux és un municipi francès, situat al departament de Sena i Marne i a la regió de Illa de França. L'any 2007 tenia 825 habitants.
Forma part del cantó de Fontenay-Trésigny, del districte de Meaux i de la Comunitat de comunes del Pays de Coulommiers.

## Demografia

### Població
El 2007 la població de fet de Dammartin-sur-Tigeaux era de 825 persones. Hi havia 291 famílies, de les quals 52 eren unipersonals (28 homes vivint sols i 24 dones vivint soles), 93 parelles sense fills, 138 parelles amb fills i 8 famílies monoparentals amb fills.
La població ha evolucionat segons el següent gràfic:
Habitants censats

### Habitatges
El 2007 hi havia 333 habitatges, 291 eren l'habitatge principal de la família, 24 eren segones residències i 17 estaven desocupats. 320 eren cases i 11 eren apartaments. Dels 291 habitatges principals, 264 estaven ocupats pels seus propietaris, 23 estaven llogats i ocupats pels llogaters i 4 estaven cedits a títol gratuït; 1 tenia una cambra, 7 en tenien dues, 47 en tenien tres, 69 en tenien quatre i 167 en tenien cinc o més. 238 habitatges disposaven pel capbaix d'una plaça de pàrquing. A 119 habitatges hi havia un automòbil i a 154 n'hi havia dos o més.

### Piràmide de població
La piràmide de població per edats i sexe el 2009 era:
| Homes | Edats   | Dones |
| ----- | ------- | ----- |
| 0     | 95 o +  | 0     |
| 4     | 90 a 94 | 12    |
| 4     | 85 a 89 | 16    |
| 4     | 80 a 84 | 8     |
| 4     | 75 a 79 | 4     |
| 4     | 70 a 74 | 8     |
| 12    | 65 a 69 | 24    |
| 16    | 60 a 64 | 16    |
| 16    | 55 a 59 | 8     |
| 36    | 50 a 54 | 16    |
| 32    | 45 a 49 | 36    |
| 48    | 40 a 44 | 24    |
| 40    | 35 a 39 | 40    |
| 4     | 30 a 34 | 24    |
| 16    | 25 a 29 | 4     |
| 24    | 20 a 24 | 28    |
| 28    | 15 a 19 | 40    |
| 16    | 10 a 14 | 32    |
| 8     | 5 a 9   | 32    |
| 20    | 0 a 4   | 28    |

## Economia
El 2007 la població en edat de treballar era de 538 persones, 410 eren actives i 128 eren inactives. De les 410 persones actives 389 estaven ocupades (208 homes i 181 dones) i 21 estaven aturades (8 homes i 13 dones). De les 128 persones inactives 32 estaven jubilades, 49 estaven estudiant i 47 estaven classificades com a «altres inactius».

### Ingressos
El 2009 a Dammartin-sur-Tigeaux hi havia 309 unitats fiscals que integraven 870,5 persones, la mediana anual d'ingressos fiscals per persona era de 24.622 €.

### Activitats econòmiques
Dels 28 establiments que hi havia el 2007, 2 eren d'empreses de fabricació d'altres productes industrials, 9 d'empreses de construcció, 4 d'empreses de comerç i reparació d'automòbils, 2 d'empreses d'hostatgeria i restauració, 2 d'empreses d'informació i comunicació, 2 d'empreses immobiliàries, 4 d'empreses de serveis, 1 d'una entitat de l'administració pública i 2 d'empreses classificades com a «altres activitats de serveis».
Dels 10 establiments de servei als particulars que hi havia el 2009, 1 era un taller de reparació d'automòbils i de material agrícola, 2 paletes, 1 fusteria, 1 lampisteria, 1 empresa de construcció, 2 restaurants, 1 agència immobiliària i 1 saló de bellesa.
L'únic establiment comercial que hi havia el 2009 era una carnisseria.
L'any 2000 a Dammartin-sur-Tigeaux hi havia 4 explotacions agrícoles.

## Equipaments sanitaris i escolars
El 2009 hi havia una escola elemental integrada dins d'un grup escolar amb les comunes properes formant una escola dispersa.

## Poblacions properes
El següent diagrama mostra les poblacions més properes.